# Esperanza Jiménez
Esperanza Jiménez Pérez (Ica, 20 de julio de 1940) es una destacada exvoleibolista peruana.

## Biografía
Esperanza «Pilancho» Jiménez, con 1,72 m de estatura y 70 kg,  fue convocada como jugadora de voleibol por Akira Kato para la selección peruana de ese deporte, llegando a ser capitana del equipo.
Jugó en varios equipos locales como el Club Regatas donde obtuvo el Campeonato Nacional Interclubes en 1973.
Fue varias veces campeona sudamericana y subcampeona panamericana de voleibol en los años sesenta y setenta.  Participó en los Juegos Olímpicos de México 1968 y en la primera Copa del Mundo de 1973, en donde el Perú obtendría el cuarto puesto en ambas competiciones bajo la dirección de Akira Kato. Participó con la selección hasta el Campeonato Mundial de URSS 1978.
Pilancho ayudó a popularizar el voleibol en el Perú con numerosas giras que hizo con la selección a provincias. Trabaja de asistente de la selección juvenil de voleibol del Perú.
Fue jefa del Instituto Peruano del Deporte entre 1996 y 1997.

## Trayectoria
- 1967: Subcampeón Panamericano
- 1967: Campeón Sudamericano Santos
- 1967: 4.º puesto Campeonato Mundial Japón
- 1968: 4.º puesto Olimpiadas de México
- 1969: Subcampeón Sudamericano Caracas
- 1970: 14.º puesto Campeonato Mundial Bulgaria
- 1971: Subcampeón Panamericano
- 1971: Campeón Sudamericano Montevideo
- 1973: Campeón Sudamericano Bucaramanga
- 1973: 4.º puesto Copa del Mundo Uruguay
- 1974: 8.º puesto Campeonato Mundial México